# 卡特勒梅尔·德·坎西
安托万-克里索斯托姆·卡特勒梅尔·德·坎西（法語：Antoine-Chrysostome Quatremère de Quincy，1755年10月21日—1849年12月28日）是一位法国考古学界的代表人物，同时还是一位建筑学理论家、共济会会员，以及艺术写作中一位影响深远的作家。

## 生平
他出生于巴黎，在经过法学培训后，坎西开始在路易大帝学院修学艺术和历史，还曾经分别在小纪尧姆·库斯图（Guillaume Coustou (fils)，1716-1777，法国雕刻家）和皮埃尔·朱利安（Pierre Julien，1731-1804，法国雕刻家）的工作室中当过学徒，得到了一些雕刻艺术的练习体验。有一次，甘西与雅克-路易·大卫一同赴那不勒斯旅行，这次旅行点燃了他对希腊罗马建筑的兴趣。
他在1791到1792年间，他精心策划了一场将巴黎的圣热讷维耶沃教堂（Ste-Geneviève）改建成先贤祠（Panthéon）的行动，他将教堂窗户封闭了起来，使之成为了一座陵墓。
他曾卷入了因法国大革命而产生的诸多问题里。在1795年，他被指控为参与了“葡月13日”保皇党复辟的筹备活动，并被判死刑，不过后来被及时宣告无罪了。次年他以塞纳区代表的身份被选入了“五百人议会”，而后来又因为参与进了保皇党团体而躲藏了起来；在流放德国的岁月里，他阅读了伊曼纽尔·康德和戈特霍尔德·埃夫莱姆·莱辛的著作，这些著作的智慧改变了他对考古学的理论认识。
在1800年，他回到巴黎，随即就被任命为塞纳区议会的常任秘书。1816到1839年间，他成为法兰西艺术院的永久秘书，这是官方上层建筑给予他的极大荣誉，1818年他还成为了法国国家图书馆的考古学教授。1820年，他曾一度短时间地在政界露面。
卡特勒梅尔·德·坎西一生中写了大量关于艺术的书籍。1788年至1825年间，他编辑了《方法论百科全书》，这是他在文本中的一大贡献。他的《建筑学历史词典》（Dictionnaire historique de l'Architecture）在1832年到1833年间出版。他还写了好几位艺术家的传记，包括：安东尼·卡诺瓦（1823）、拉斐尔（1824）、米开朗基罗（1835）。
卡特勒梅尔·德·坎西将建筑学语言中的简单隐喻，变化成了概念化的建筑学结构中的一种框架；现代作家将之形容成“方言”建筑学、巴洛克“成语”，或是甘西氏古典主义“词汇”
。
他在1785年为“碑刻与艺术字研究院”（Académie des Inscriptions et Belles-Lettres）所举办的一场比赛撰写了一篇名为《埃及建筑》（De l'Architecture Égyptienne）的论文，并与1803年发表，正当《描绘埃及》（Description de l'Égypte）准备好发表该文时，这篇文章仍然对埃及的新古典主义建筑的复兴带来了重要影响，因为它的理论研究关注的是建筑的起源，而不仅仅是建筑的历史。他是最早提出希腊雕塑和建筑运用了彩色装饰的人之一。尽管他坚持认为园艺学不属于美术的范畴，他仍然是第一座园林墓地建立的关键人物，而他的论文也被翻译成了英语，叫做《自然，美术模仿的终结者》（The Nature, the End and the Means of Imitation），这篇论文还影响了约翰·克劳迪斯·劳登（J. C. Loudon）。